# أذن الأسد البولي-إيفانسية
أذن الأسد البولي-إيفانسية (الاسم العلمي:Leonotis pole-evansii) هو نوع من النباتات يتبع جنس أذن الأسد من الفصيلة الشفوية.